# Torcs
Torcs (szlovákul Nová Lipnica, németül Tartschendorf) Dénesdtorcsmisérd településrésze, 1974-ig önálló község Szlovákiában, a Pozsonyi kerületben, a Szenci járásban.

## Fekvése
Pozsony központjától 14 km-re délkeletre fekszik, ma az egykori Dénesd és Misérd helységekkel együtt alkotja Dénesdtorcsmisérd községet.

## Története
A település 1230-ban szerepel először írott forrásban egy birtok adományozásáról szóló oklevélben. 1296-ban Vöröskő várának uradalmához tartozott. Az 1332 és 1337 között kelt pápai tizedjegyzékben "Turcz" néven szerepel. 1553-ban Serédy Gáspár és Mérey Mihály a birtokosai. 1647-ben részben a Kerekes család, részben az éberhárdi uradalom birtoka. Később birtokosai a Maholányi, Illésházy, Pálffy és Apponyi családok.
Vályi András szerint "TORCS. Tarcsendorf, v. Dakszendorf. Német falu Pozsony Várm. az Eberhárdi Urasághoz tartozandó, lakosai többnyire evangelikusok, fekszik Sz. Erzsébethez, és Uzorhoz nem meszsze; határja 3 nyomásbéli, szántóföldgyeiken, és tsekély mezeiken kivűl semmivel sem bírnak, hanem fuharozással segítik magokat."
Fényes Elek szerint " Torcs, (Takschendorf), német falu, Poson vmegyében, Dienesdi mellett: 184 kath., 134 evang. lak. kik magyarul is beszélnek. Földüket igen jól mivelik; csikókat nevelnek; gabonával kereskednek. F. u. az eberhardi uradalom. Ut. p. Somorja."
Pozsony vármegye monográfiája szerint "Torcs, a csallóközi vasútvonal mentén fekvő kisközség, 45 házzal és nagyobbrészben németajkú, római kath. vallású lakosokkal, kiknek száma 251, noha evangélikusok is vannak itt számosan. Szintén nagyon régi község, melyet 1230-ban Bökény comes leánya Angyalka, Chamának és fiának adományozott. 1294-ben Torch Miklós és Balázs 100 hold földjüket adják el. Ugyancsak a XIII. században Cseklészi Kozma elfoglalta, de Bökény comes fia ezt a birtokrészt a pozsonyi apáczáknak visszaadta. 1296-ban Vöröskővár tartozéka. A pápai tizedszedők jegyzékében Turcz alakban van említve. 1399-ben Kistorchi Péter fia György részére megjárják a helység határát. Az 1553-iki összeírásba Serédy Gáspár 3 és Mérey Mihály 4 portával van bejegyezve, 1647-ben egy része a Kerekes családé, másik része az éberhardi uradalomé; később özv. Maholányi Tamásné báróné is birtokosa, kinek a részét 1729-ben Pálffy János gróf magához váltja. 1787-ben az Illésházyaknak is van itt birtokuk. Ez időben még magyar községként szerepelt, de később már Takschendorf német nevével is találkozunk. Újabbkori birtokosai a Pálffyak és az Apponyiak. Egy úrilak is van a községben, mely azelőtt az Apponyiaké volt, de most Orth Jánosé. Postája Misérd, távírója Püspöki és vasúti állomása Csötörtök."
A trianoni békeszerződésig Pozsony vármegye Somorjai járásához tartozott.

## Népessége
1910-ben 283, többségben német anyanyelvű lakosa volt, jelentős magyar kisebbséggel.
2001-ben Dénesdtorcsmisérd 2932 lakosából 2640 szlovák és 196 magyar volt.

## Nevezetességei

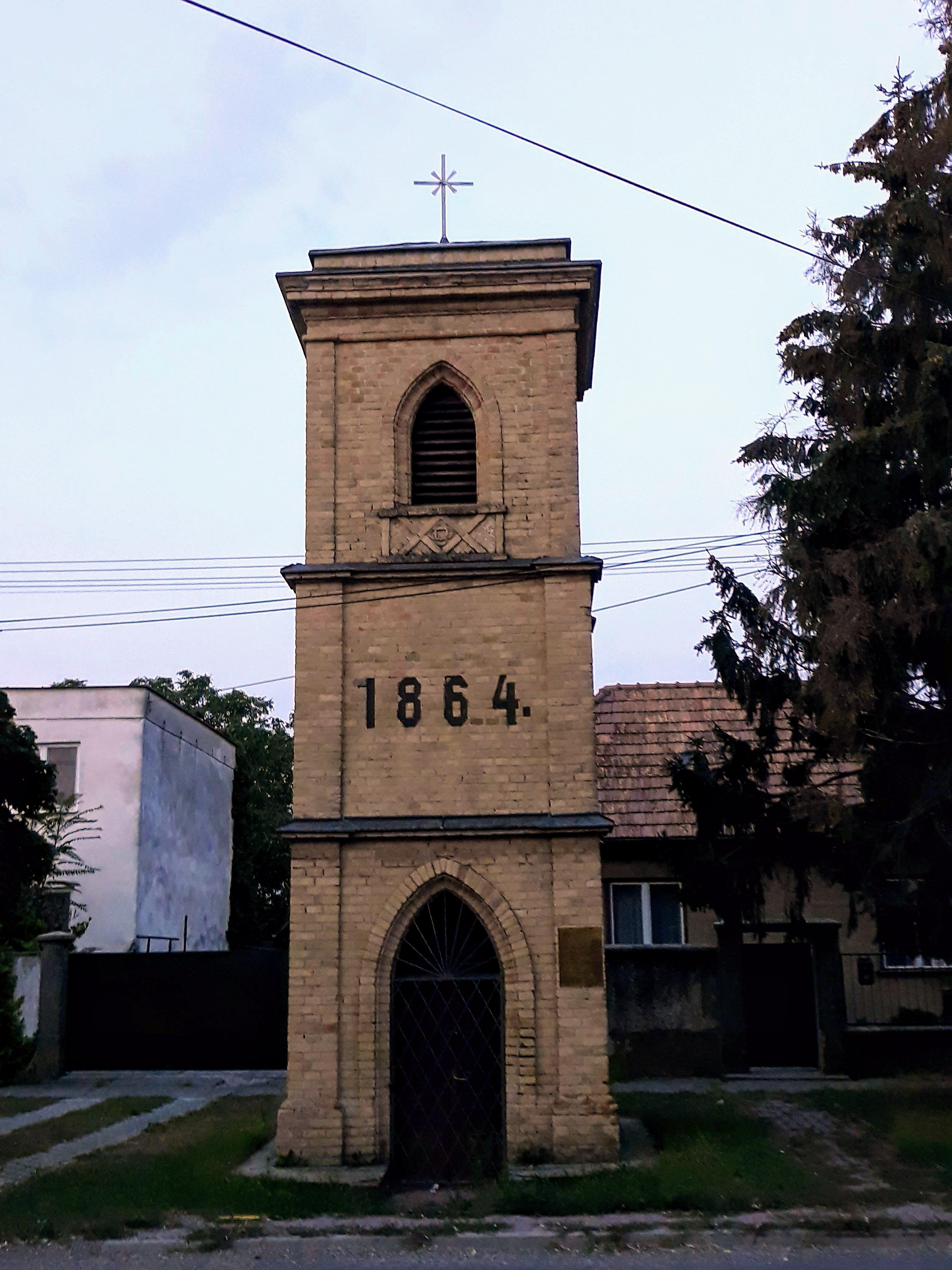
A Torcsi harangláb.

- A falu neogótikus stílusú haranglába 1864-ben épült, az 1990-es években megújították. Temploma nincs, a hívek a közeli Dénesdre és Misérdre járnak istentiszteletre.

## Ismert személyek
- Itt született Viliam Csáder levéltáros, a pozsonyi Comenius egyetem levéltárának volt igazgatója.
- Itt élte utolsó éveit és 2015. július 20-án hunyt el Magda Paveleková, szlovák színésznő.

## Külső hivatkozások
- A község hivatalos oldala
- A plébánia honlapja[halott link]
- Torcs Szlovákia térképén